# Julian Kania
Julian Kania (* 10. října 2001) je německý fotbalista, který hraje jako útočník za Arminii Bielefeld.

## Klubová kariéra
Kania se připojil k 3. ligovému klubu Arminia Bielefeld dne 5. srpna 2024, poté, co natrvalo odešel z 1. FC Norimberk. 
Dne 3. prosince 2024 Kania skóroval z penalty, když Arminia porazila prvoligový klub SC Freiburg 3:1 a postoupila do čtvrtfinále DFB-Pokalu, kde se dostala až do finále.